# Highlands-Baywood Park
Highlands-Baywood Park és una població dels Estats Units a l'estat de Califòrnia. Segons el cens del 2000 tenia 4.210 habitants.

## Demografia
Segons el cens del 2000, Highlands-Baywood Park tenia 4.210 habitants, 1.536 habitatges, i 1.216 famílies. La densitat de població era de 903,1 habitants/km².
Dels 1.536 habitatges en un 30,3% hi vivien nens de menys de 18 anys, en un 69,7% hi vivien parelles casades, en un 6,9% dones solteres, i en un 20,8% no eren unitats familiars. En el 15,2% dels habitatges hi vivien persones soles el 7,4% de les quals corresponia a persones de 65 anys o més que vivien soles. El nombre mitjà de persones vivint en cada habitatge era de 2,63 i el nombre mitjà de persones que vivien en cada família era de 2,92.
Per edats la població es repartia de la següent manera: un 24,3% tenia menys de 18 anys, un 4,7% entre 18 i 24, un 24% entre 25 i 44, un 30,1% de 45 a 60 i un 16,8% 65 anys o més.
L'edat mediana era de 43 anys. Per cada 100 dones de 18 o més anys hi havia 94,9 homes.
La renda mediana per habitatge era de 105.165 $ i la renda mediana per família de 119.184 $. Els homes tenien una renda mediana de 85.035 $ mentre que les dones 57.813 $. La renda per capita de la població era de 46.584 $. Entorn de l'1% de les famílies i el 2,2% de la població estaven per davall del llindar de pobresa.

## Poblacions més properes
El següent diagrama mostra les poblacions més properes.